# Fronsac (Gironde)
Pour les articles homonymes, voir Fronsac.
Fronsac (pron. [fɾũ'sat] en gascon) est une commune du Sud-Ouest de la France, située dans le département de la Gironde en région Nouvelle-Aquitaine. La ville a donné son nom à l'AOC Fronsac.
Ses habitants sont appelés les Fronsadais.

## Géographie

### Localisation
La commune située dans le Fronsadais est limitée au sud par la Dordogne et à l'est par l'Isle qui la sépare de Libourne. À 40 km au nord-est de Bordeaux et à 5 km au nord-ouest de Libourne et des appellations Saint-Émilion et Pomerol.
L'Autoroute A89 traverse la Dordogne via le viaduc du Mascaret situé sur la commune.

### Communes limitrophes
Les communes limitrophes sont  Arveyres, Libourne, Saillans, Saint-Aignan, Saint-Michel-de-Fronsac et Vayres.
| Saint-Aignan            | Saillans |          |
| Saint-Michel-de-Fronsac | Fronsac  | Libourne |
| Vayres                  | Arveyres |          |

### Climat
Pour des articles plus généraux, voir Climat de la Nouvelle-Aquitaine et Climat de la Gironde.
Historiquement, la commune est exposée à un climat océanique aquitain.  
En 2020, Météo-France publie une typologie des climats de la France métropolitaine dans laquelle la commune est exposée à un climat océanique et est dans la région climatique  Aquitaine, Gascogne, caractérisée par une pluviométrie abondante au printemps, modérée en automne, un faible ensoleillement au printemps, un été chaud (19,5 °C), des vents faibles, des brouillards fréquents en automne et en hiver et des orages fréquents en été (15 à 20 jours).
Pour la période 1971-2000, la température annuelle moyenne est de 13,2 °C, avec une amplitude thermique annuelle de 14,5 °C. Le cumul annuel moyen de précipitations est de 847 mm, avec 11,7 jours de précipitations en janvier et 6,4 jours en juillet. Pour la période 1991-2020, la température moyenne annuelle observée sur la station météorologique la plus proche, située sur la commune de Saint-Émilion à 9,83 km à vol d'oiseau, est de 13,9 °C et le cumul annuel moyen de précipitations est de 798,1 mm,. Pour l'avenir, les paramètres climatiques de la commune estimés pour 2050 selon différents scénarios d'émission de gaz à effet de serre sont consultables sur un site dédié publié par Météo-France en novembre 2022.

### Milieux naturels et biodiversité

#### Natura 2000
La Dordogne est un site du réseau Natura 2000 limité aux départements de la Dordogne et de la Gironde, et qui concerne les 104 communes riveraines de la Dordogne, dont Fronsac,. Seize espèces animales et une espèce végétale inscrites à l'annexe II de la directive 92/43/CEE de l'Union européenne y ont été répertoriées.

#### ZNIEFF
Fronsac fait partie des 102 communes concernées par la zone naturelle d'intérêt écologique, faunistique et floristique (ZNIEFF) de type II « La Dordogne »,, dans laquelle ont été répertoriées huit espèces animales déterminantes et cinquante-sept espèces végétales déterminantes, ainsi que quarante-trois autres espèces animales et trente-neuf autres espèces végétales.

## Urbanisme

### Typologie
Au 1er janvier 2024, Fronsac est catégorisée commune rurale à habitat dispersé, selon la nouvelle grille communale de densité à sept niveaux définie par l'Insee en 2022.
Elle est située hors unité urbaine. Par ailleurs la commune fait partie de l'aire d'attraction de Libourne, dont elle est une commune de la couronne,. Cette aire, qui regroupe 24 communes, est catégorisée dans les aires de 50 000 à moins de 200 000 habitants,.

### Occupation des sols

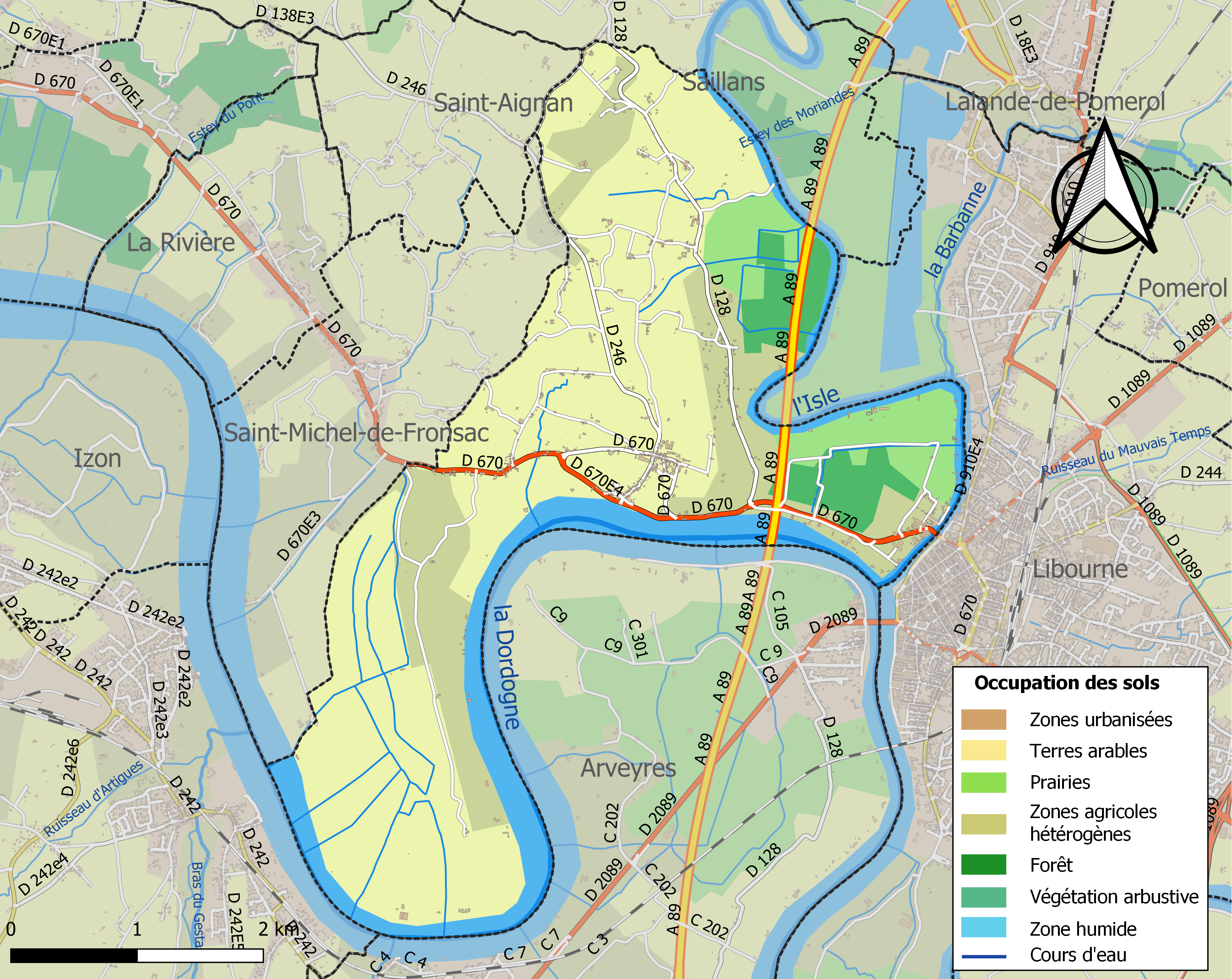
Carte des infrastructures et de l'occupation des sols de la commune en 2018 (CLC).

L'occupation des sols de la commune, telle qu'elle ressort de la base de données européenne d’occupation biophysique des sols Corine Land Cover (CLC), est marquée par l'importance des territoires agricoles (81,5 % en 2018), en diminution par rapport à 1990 (84,4 %). La répartition détaillée en 2018 est la suivante : 
cultures permanentes (35,2 %), terres arables (20,9 %), zones agricoles hétérogènes (18,4 %), eaux continentales (12,7 %), prairies (7,1 %), forêts (5,8 %). L'évolution de l’occupation des sols de la commune et de ses infrastructures peut être observée sur les différentes représentations cartographiques du territoire : la carte de Cassini (XVIIIe siècle), la carte d'état-major (1820-1866) et les cartes ou photos aériennes de l'IGN pour la période actuelle (1950 à aujourd'hui).

### Risques majeurs
Le territoire de la commune de Fronsac est vulnérable à différents aléas naturels : météorologiques (tempête, orage, neige, grand froid, canicule ou sécheresse), inondations, mouvements de terrains et séisme (sismicité faible). Il est également exposé à un risque technologique, la rupture d'un barrage. Un site publié par le BRGM permet d'évaluer simplement et rapidement les risques d'un bien localisé soit par son adresse soit par le numéro de sa parcelle.

#### Risques naturels
La commune fait partie du territoire à risques importants d'inondation (TRI) de Libourne, regroupant les 20 communes concernées par un risque de submersion marine ou de débordement de la Dordogne, un des 18 TRI qui ont été arrêtés fin 2012 sur le bassin Adour-Garonne. Les événements significatifs aux XIXe et XXe siècles sont les crues de 1843 (6,80 m l'échelle de Libourne), de 1866 (6,40 m) et du 10 février 1944 (6,38 m) et du 27 décembre 1999 (6,36 m). Au XXIe siècle, les événements les plus marquants sont les crues de mars 2010 (5,55 m) et du 31 janvier 2014 (5,97 m). Des cartes des surfaces inondables ont été établies pour trois scénarios : fréquent (crue de temps de retour de 10 ans à 30 ans), moyen (temps de retour de 100 ans à 300 ans) et extrême (temps de retour de l'ordre de 1 000 ans, qui met en défaut tout système de protection). La commune a été reconnue en état de catastrophe naturelle au titre des dommages causés par les inondations et coulées de boue survenues en 1982, 1983, 1986, 1988, 1993, 1999, 2009 et 2021,.
Les mouvements de terrains susceptibles de se produire sur la commune sont des affaissements et effondrements liés aux cavités souterraines (hors mines) et des éboulements, chutes de pierres et de blocs. Par ailleurs, afin de mieux appréhender le risque d’affaissement de terrain, l'inventaire national des cavités souterraines permet de localiser celles situées sur la commune.

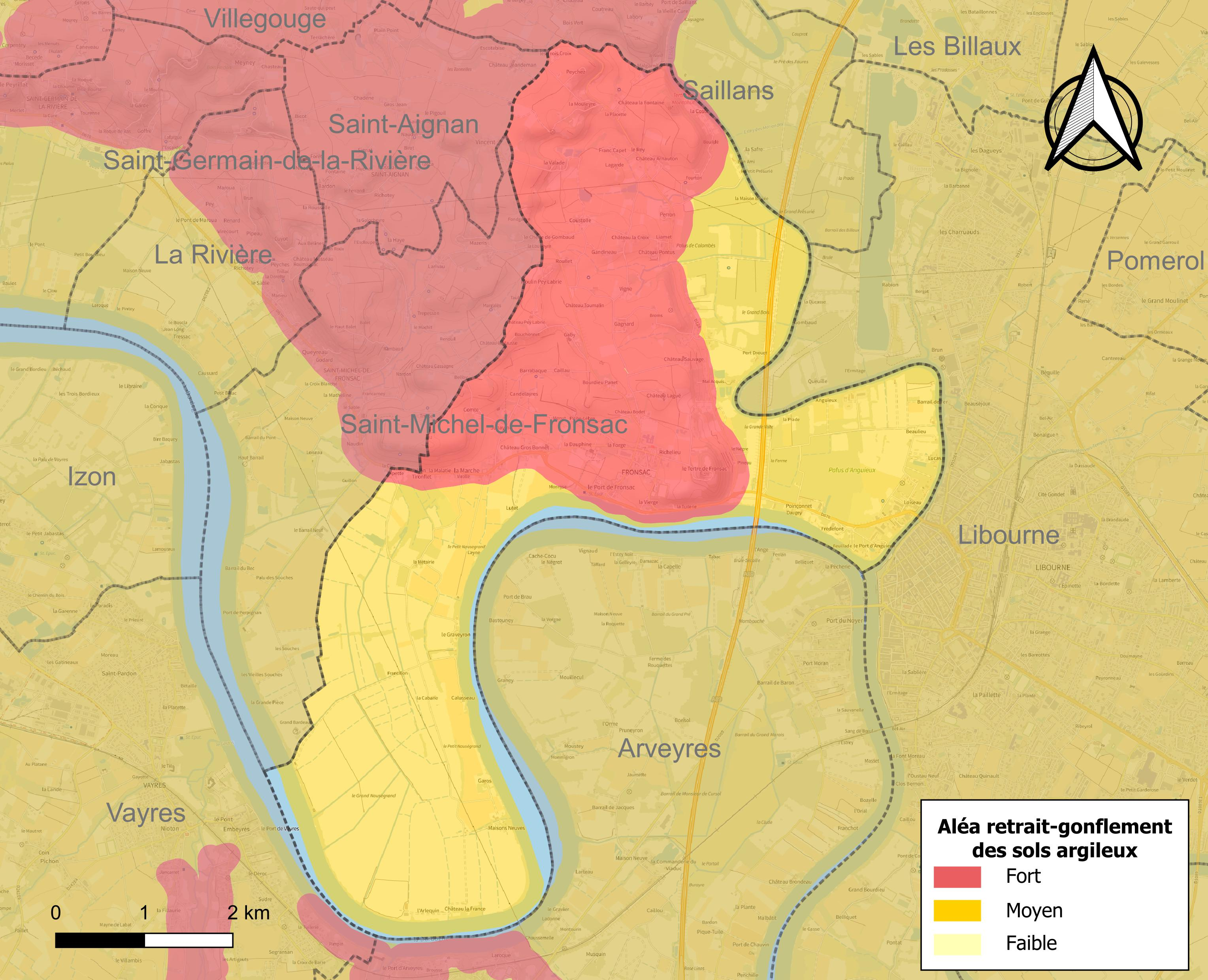
Carte des zones d'aléa retrait-gonflement des sols argileux de Fronsac.

Le retrait-gonflement des sols argileux est susceptible d'engendrer des dommages importants aux bâtiments en cas d’alternance de périodes de sécheresse et de pluie. 96,5 % de la superficie communale est en aléa moyen ou fort (67,4 % au niveau départemental et 48,5 % au niveau national). Sur les 561 bâtiments dénombrés sur la commune en 2019, 561 sont en aléa moyen ou fort, soit 100 %, à comparer aux 84 % au niveau départemental et 54 % au niveau national. Une cartographie de l'exposition du territoire national au retrait gonflement des sols argileux est disponible sur le site du BRGM,.
Par ailleurs, afin de mieux appréhender le risque d’affaissement de terrain, l'inventaire national des cavités souterraines permet de localiser celles situées sur la commune.
Concernant les mouvements de terrains, la commune a été reconnue en état de catastrophe naturelle au titre des dommages causés par la sécheresse en 2011, par des mouvements de terrain en 1999 et par des glissements de terrain en 1993.

#### Risques technologiques
La commune est en outre située en aval du  barrage de Bort-les-Orgues, un ouvrage sur la Dordogne de classe A soumis à PPI, disposant d'une retenue de 477 millions de mètres cubes. À ce titre elle est susceptible d’être touchée par l’onde de submersion consécutive à la rupture de cet ouvrage.

## Histoire

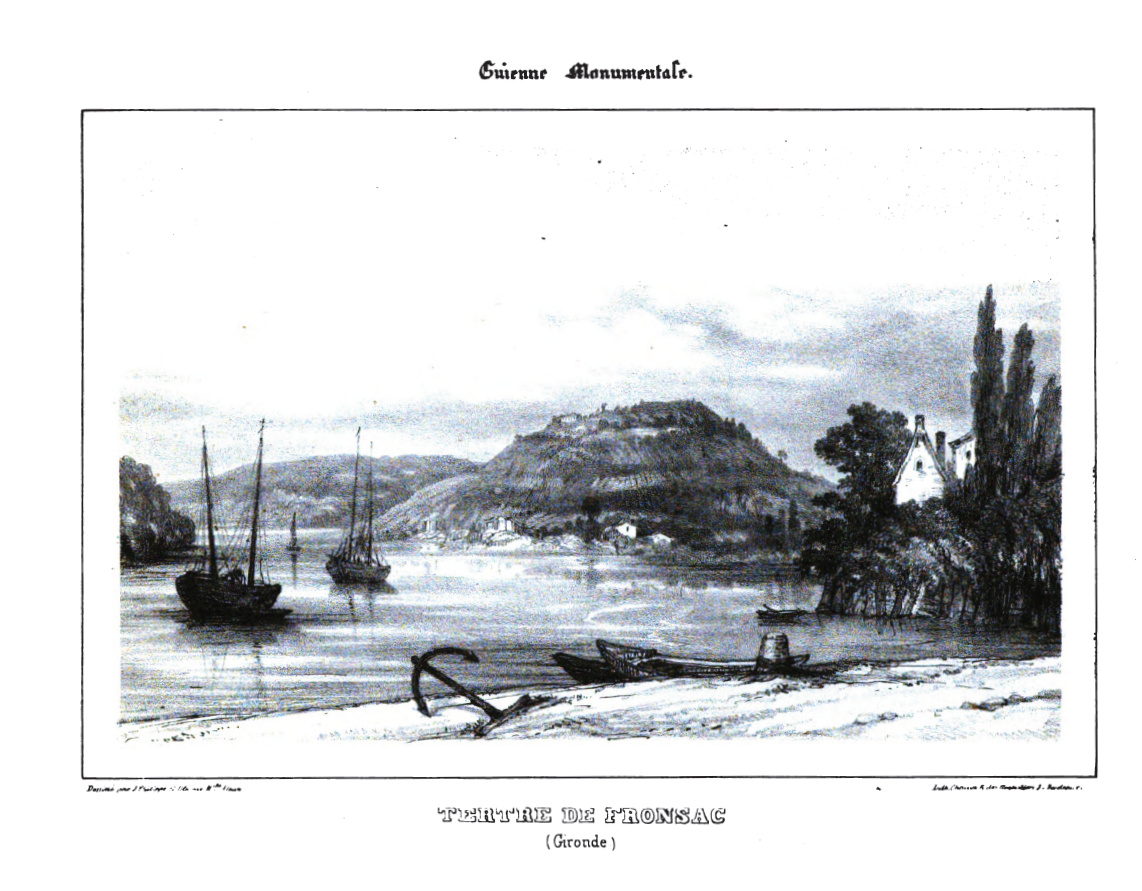
Tertre de Fronsac en 1842.

Le tertre de Fronsac doit son histoire à sa position privilégiée. Les Gaulois y faisaient leur marché, Rome y éleva un autel, Charlemagne un camp fortifié. En 849, Fronsac est pillée par le chef viking Hasting. Le maréchal de Richelieu y bâtit une « folie », demeure à l’architecture extravagante, qui fut le théâtre de fêtes galantes dont l’écho propagea le renom des vins de Fronsac à la Cour de Versailles. Au XVIIIe siècle, les noms de Fronsac et Canon-Fronsac jouissent d’une forte réputation. C’est ici qu’apparaît pour la première fois dans le Libournais, la notion de « cru ».
De 1913 à 1949, la commune dispose d'une gare des Tramways électriques du Libournais.

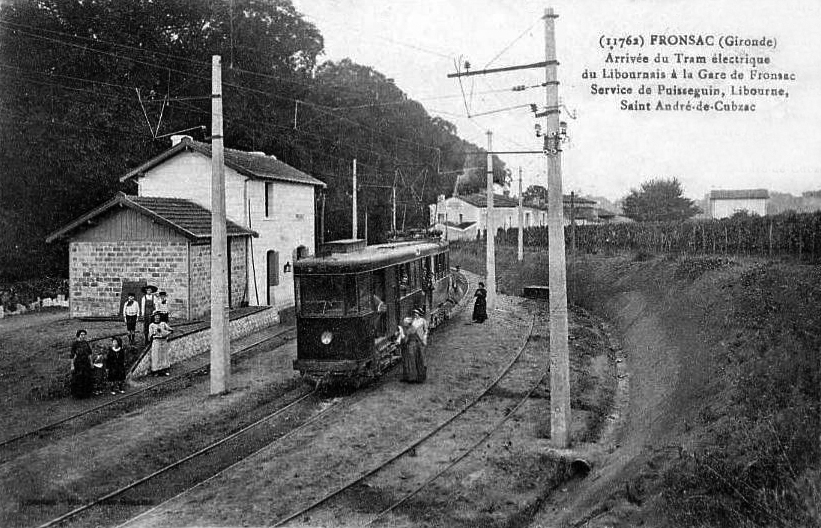
La gare de Fronsac vers 1915.

## Héraldique
| Armes | Les armes de Fronsac se blasonnent ainsi : D'azur à trois demi-pals d'or mouvant du chef. |

## Politique et administration
| Période                                  | Période  | Identité      | Étiquette   | Qualité                      |
| ---------------------------------------- | -------- | ------------- | ----------- | ---------------------------- |
| 1983                                     | En cours | Marcel Durant | UMP puis LR | Exploitant agricole retraité |
| Les données manquantes sont à compléter. |          |               |             |                              |

## Démographie
L'évolution du nombre d'habitants est connue à travers les recensements de la population effectués dans la commune depuis 1793. Pour les communes de moins de 10 000 habitants, une enquête de recensement portant sur toute la population est réalisée tous les cinq ans, les populations de référence des années intermédiaires étant quant à elles estimées par interpolation ou extrapolation. Pour la commune, le premier recensement exhaustif entrant dans le cadre du nouveau dispositif a été réalisé en 2004.

En 2022, la commune comptait 1 120 habitants, en évolution de −3,36 % par rapport à 2016 (Gironde : +6,91 %, France hors Mayotte : +2,11 %).
| 1793  | 1800  | 1806  | 1821  | 1831  | 1836  | 1841  | 1846  | 1851  |
| ----- | ----- | ----- | ----- | ----- | ----- | ----- | ----- | ----- |
| 1 389 | 1 339 | 1 295 | 1 405 | 1 490 | 1 529 | 1 440 | 1 475 | 1 505 |

| 1856  | 1861  | 1866  | 1872  | 1876  | 1881  | 1886  | 1891  | 1896  |
| ----- | ----- | ----- | ----- | ----- | ----- | ----- | ----- | ----- |
| 1 470 | 1 560 | 1 517 | 1 547 | 1 487 | 1 460 | 1 450 | 1 457 | 1 444 |

| 1901  | 1906  | 1911  | 1921  | 1926  | 1931  | 1936  | 1946  | 1954  |
| ----- | ----- | ----- | ----- | ----- | ----- | ----- | ----- | ----- |
| 1 422 | 1 404 | 1 302 | 1 204 | 1 265 | 1 190 | 1 231 | 1 205 | 1 264 |

| 1962  | 1968  | 1975  | 1982  | 1990  | 1999  | 2004  | 2006  | 2009  |
| ----- | ----- | ----- | ----- | ----- | ----- | ----- | ----- | ----- |
| 1 230 | 1 155 | 1 129 | 1 170 | 1 067 | 1 042 | 1 028 | 1 036 | 1 049 |

| 2014  | 2019  | 2022  | - | - | - | - | - | - |
| ----- | ----- | ----- | - | - | - | - | - | - |
| 1 195 | 1 142 | 1 120 | - | - | - | - | - | - |

## Lieux et monuments
- Église Saint-Martin de Fronsac[38], est inscrite aux monuments historiques depuis 1925[39].
- Monument aux morts.

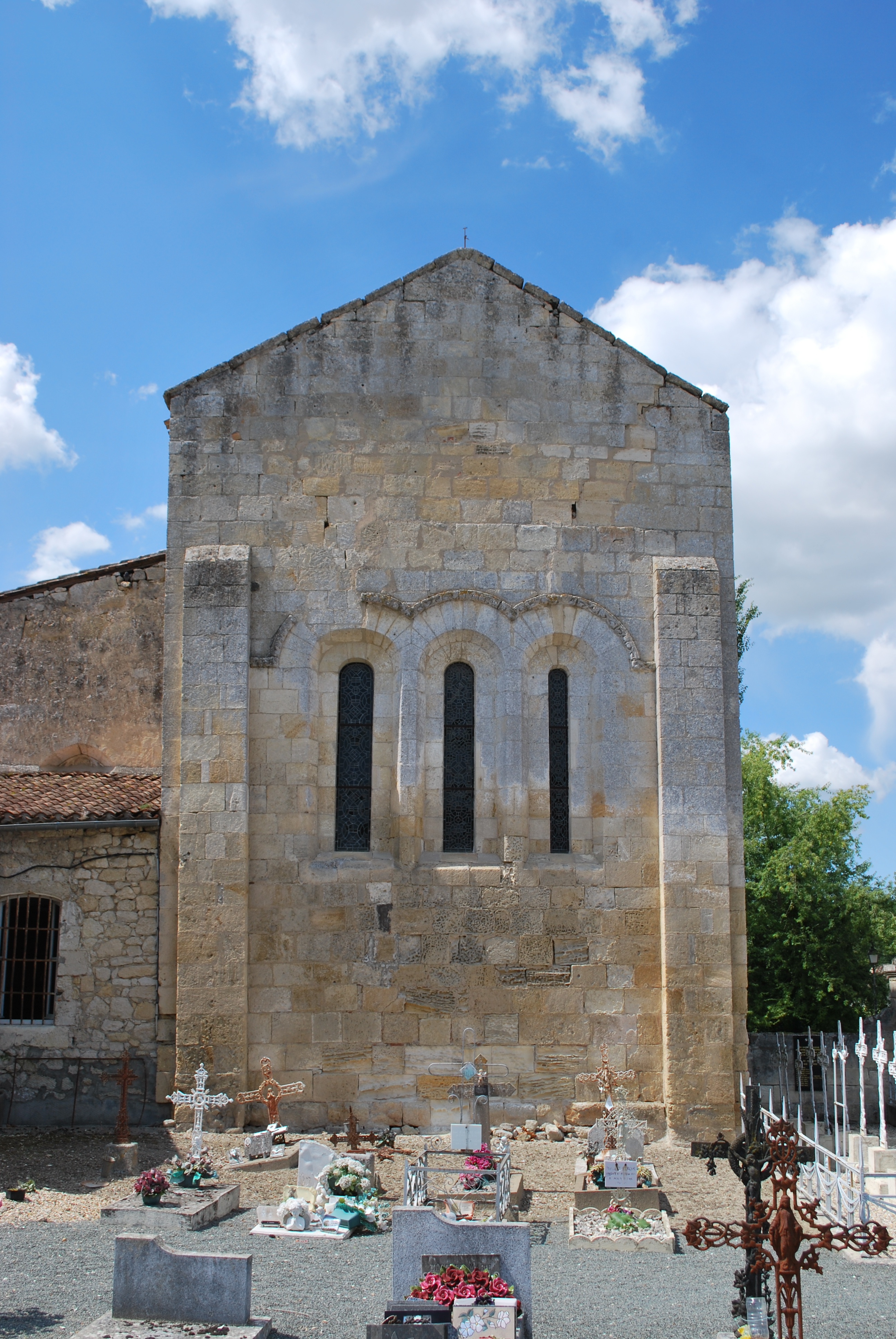
Église St Martin
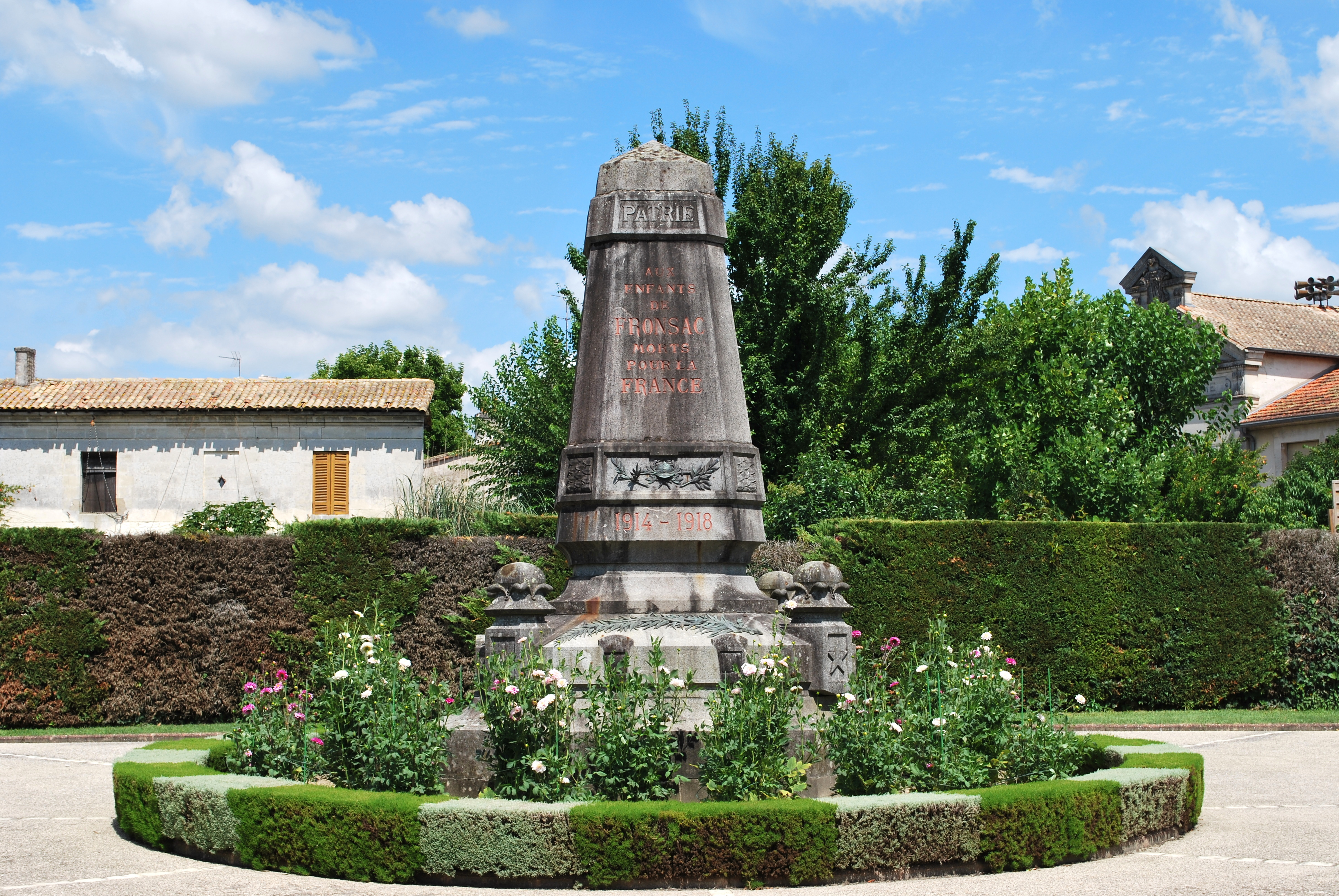
Monument aux morts
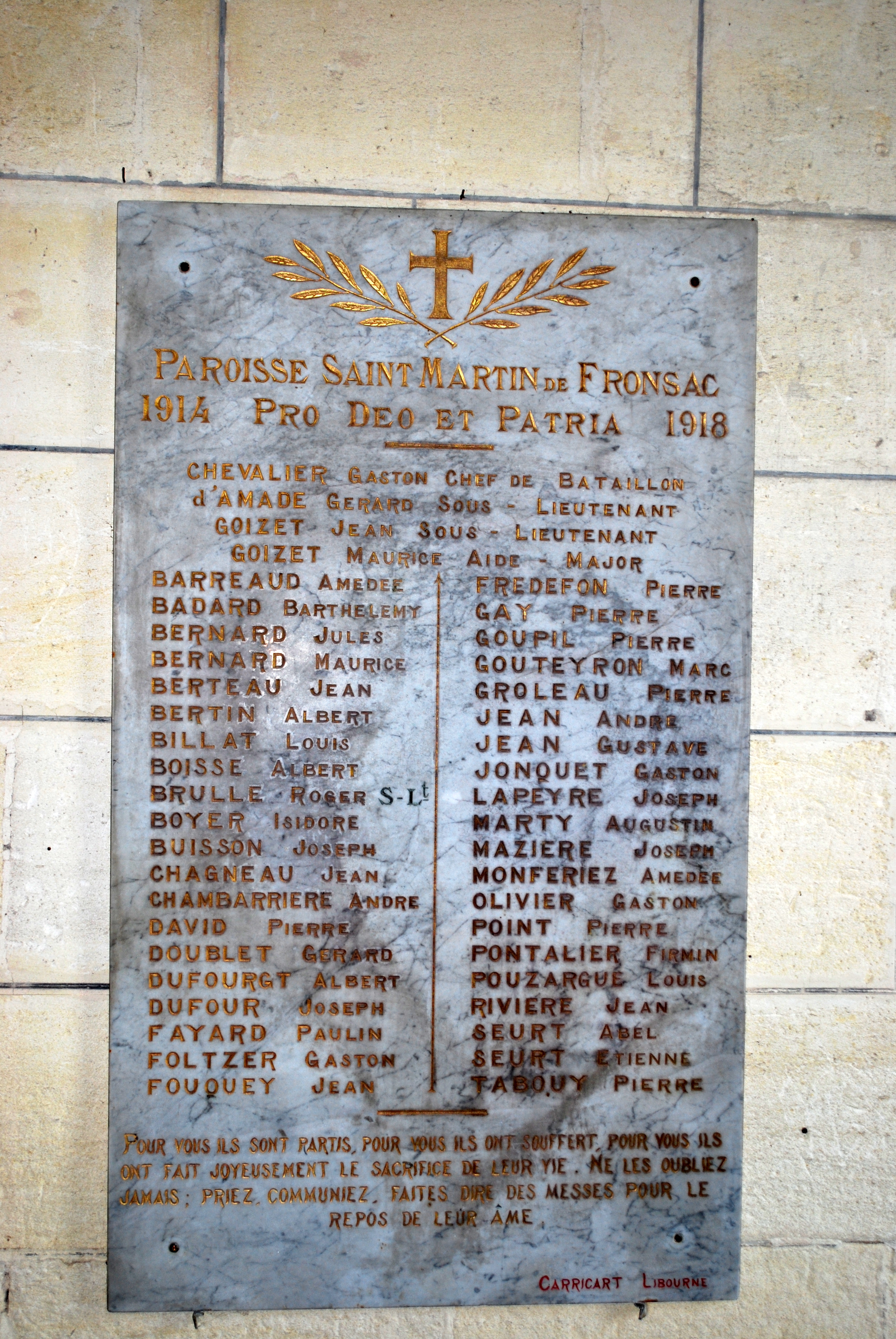
Liste des morts 1914-1918

## Personnalités liées à la commune
- Guillaume-Sanche de Pommiers, sire de Pommiers (commune de Vérac), vicomte de Fronsac
- Joachim Rouault
- Armand Jean du Plessis, cardinal-duc de Richelieu et de Fronsac
- René Princeteau, peintre français
- Albert Thounens[40] (1845-1930), notaire et homme politique né à Fronsac, sénateur de la Gironde.
- Albert d'Amade, (1856-1941), général français

## Jumelages
Pasiano di Pordenone (Italie) depuis 1999

## Galerie

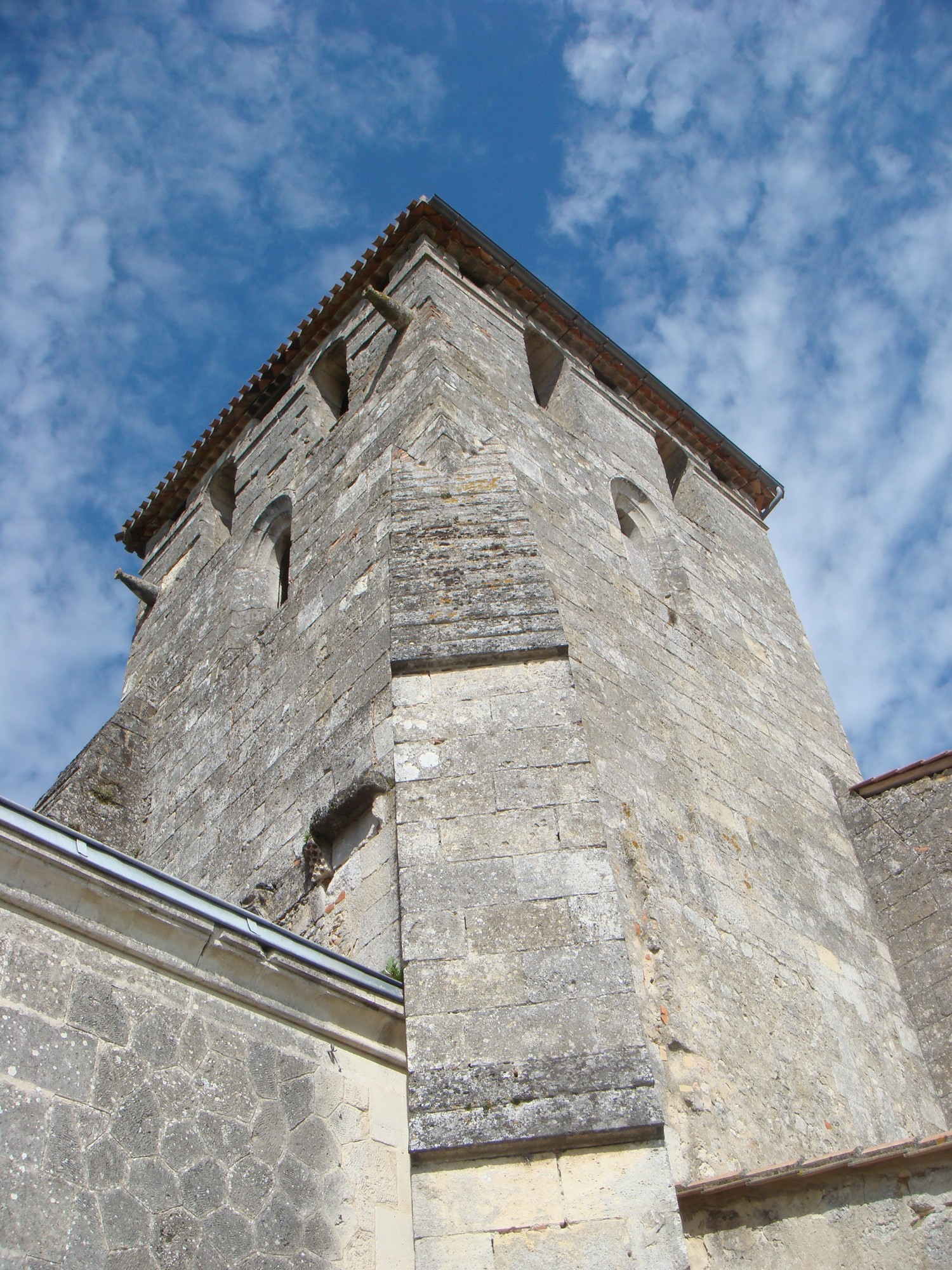
Clocher de l'église de Fronsac.
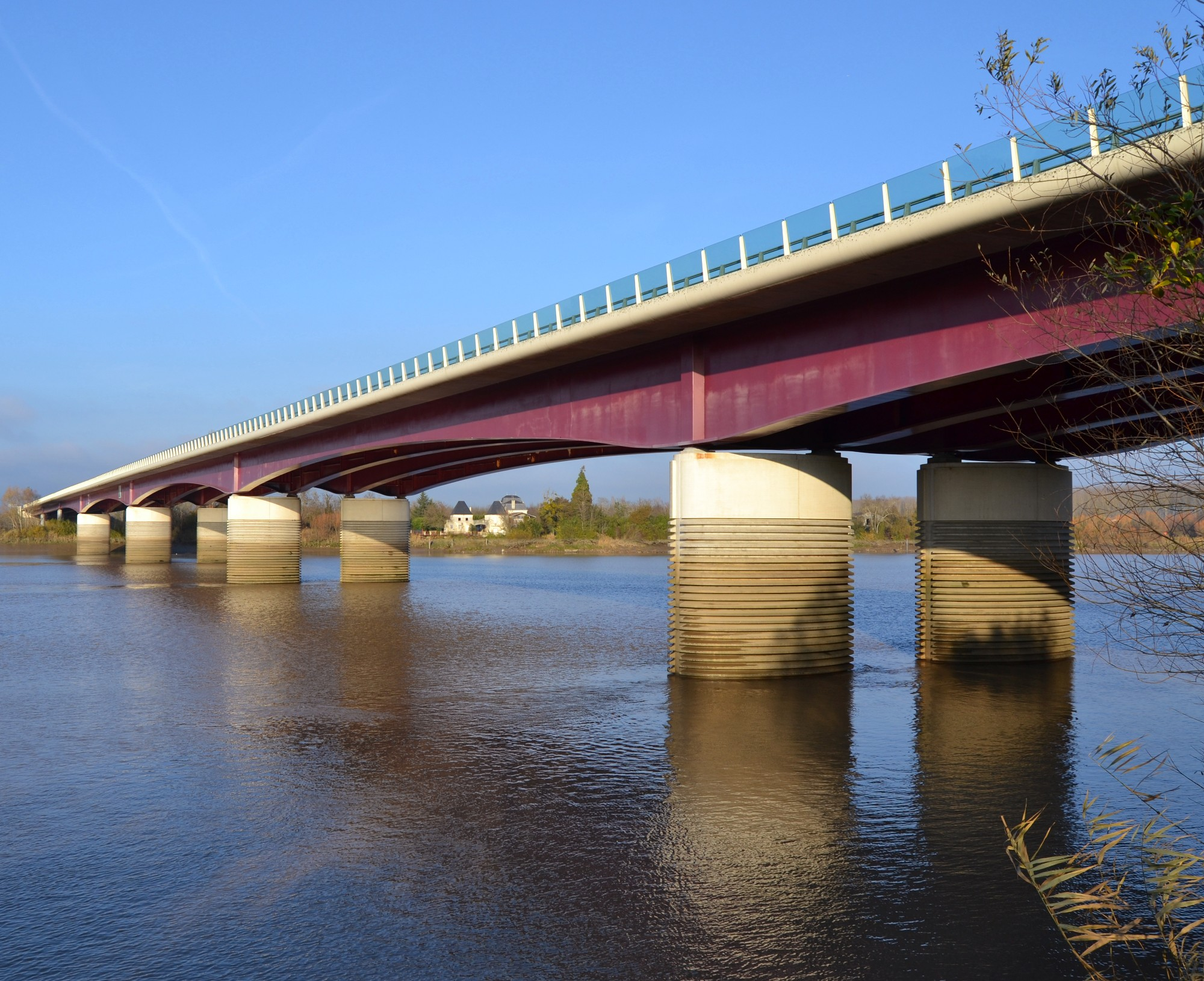
Le viaduc du Mascaret permet à l'autoroute A89 de franchir la Dordogne entre Fronsac (à droite) et Arveyres.